# George Clooney
George Timothy Clooney, född 6 maj 1961 i Lexington, Kentucky, är en amerikansk skådespelare och filmskapare.

## Biografi
Clooney föddes i Georgetown, Kentucky. Hans föräldrar är Nina Bruce och TV-personligheten Nick Clooney. Han är brorson till sångerskan Rosemary Clooney och kusin till skådespelaren Miguel Ferrer. Som ung studerade han bland annat journalistik men tog aldrig examen. 

### Karriär
Clooneys första roll var en statistroll i TV-serien Centennial (1978) som delvis filmades i Kentucky. Efter att ha hankat sig fram i diverse B-filmer och TV-såpor, bland annat en biroll i Roseanne på 1980-talet och ett avsnitt av Pantertanter 1987, fick Clooney sitt stora genombrott med TV-serien Cityakuten där han spelade rollen som barnläkaren Douglas Ross mellan åren 1994 och 1999. Relationen mellan Dr. Ross och sjuksköterskan Carol Hathaway (spelad av Julianna Margulies) fängslade många tittare.
Han belönades vid Oscarsgalan 2006 i kategorin Bästa manliga biroll för filmen Syriana. har även belönats med tre Golden Globe-statyetter för Bästa manliga skådespelare i komedi eller musikal i O Brother, Where Art Thou? (2000) Bästa manliga biroll i Syriana (2005) samt Bästa manliga skådespelare i dramafilm i The Descendants (2011). 2008 var han nominerad för "Bästa manliga huvudroll" för filmen Michael Clayton. Statyetten gick dock till Daniel Day Lewis den gången. 2012 blev Clooney nominerad till två Oscars vid Oscarsgalan. Dels i kategorin Bästa manliga huvudroll för sin roll som Matt King i The Descendants och dels för Bästa manus efter förlaga för Maktens män.
Clooney har två gånger blivit utnämnd till Världens sexigaste man av People's Magazine (1997 och 2006).  

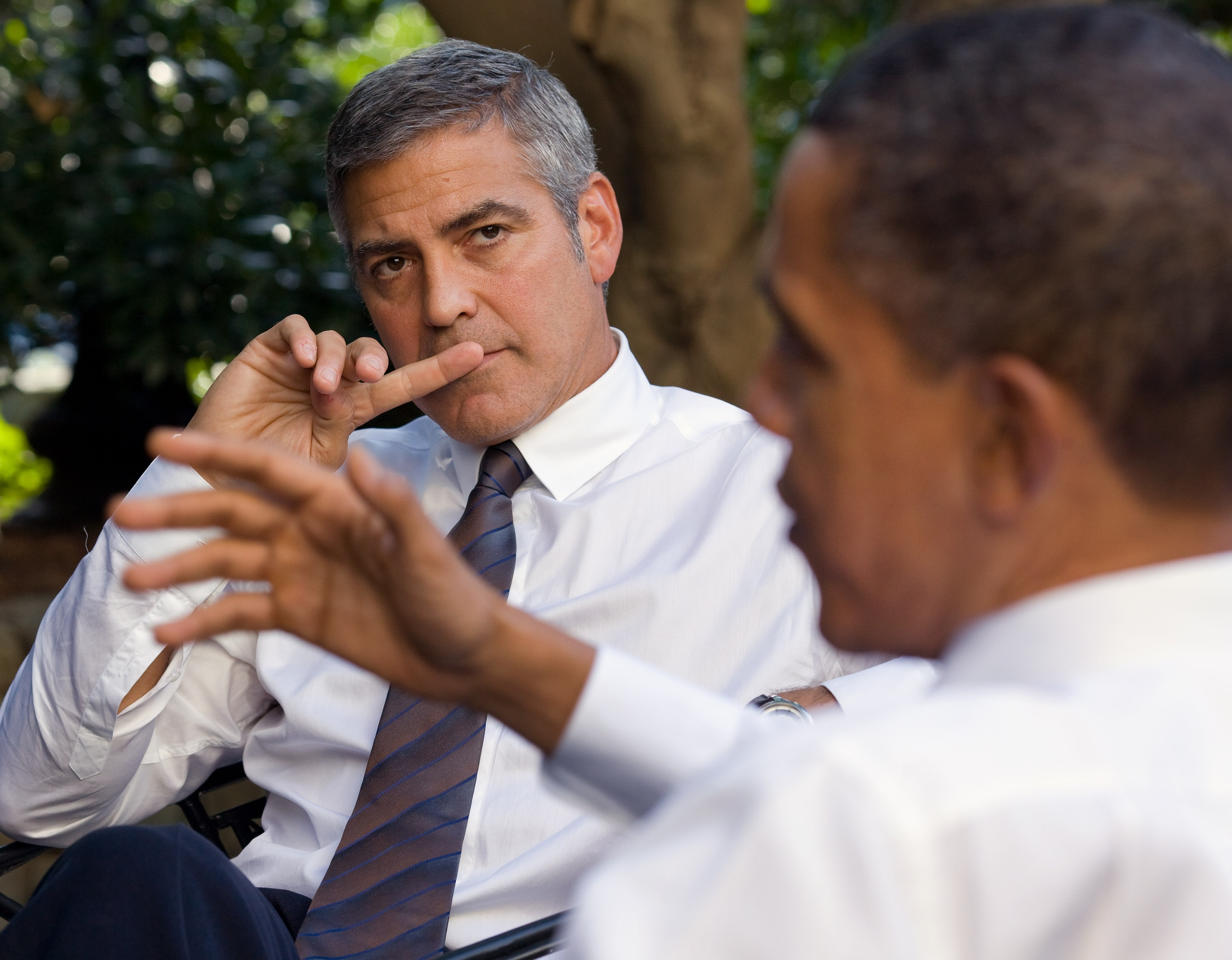
Clooney med USA:s president Barack Obama 2010.

Clooney syns allt oftare i politiska sammanhang, bland annat åkte han 2006 till Darfur och spelade in en dokumentärfilm tillsammans med sin far, journalisten och programledaren Nick Clooney, han är uttalat demokrat och supporter av Barack Obama. Han är även FN-ambassadör. Clooney är en av världens rikaste skådespelare.

## Privatliv
Clooney var 1989 till 1993 gift med skådespelaren Talia Balsam. 2014 gifte han sig med brittisk-libanesiska juristen Amal Alamuddin i Venedig. Den 6 juni 2017 föddes parets tvillingar, en pojke och en flicka.

## Filmografi

### Som skådespelare
| År   | Titel                             | Roll                   | Noter |
| ---- | --------------------------------- | ---------------------- | --- |
| 1987 | Return to Horror High             | Oliver                 | |
| 1987 | Grizzly II: The Predator          | Ron                    | Okrediterad |
| 1987 | Combat High                       | Maj. Biff Woods        | |
| 1988 | Mördartomaterna kommer tillbaka   | Matt Stevens           | |
| 1990 | Red Surf                          | Remar                  | |
| 1992 | Unbecoming Age                    | Mac                    | |
| 1993 | The Harvest                       | Transvestit (Läppsynk) | |
| 1996 | From Dusk till Dawn               | Seth Gecko             | MTV Movie Award for Best Breakthrough Performance Saturn Award for Best Actor |
| 1996 | En underbar dag                   | Jack Taylor            | |
| 1997 | Fredsmäklaren                     | Thomas Devoe           | |
| 1997 | Batman & Robin                    | Bruce Wayne / Batman   | Golden Raspberry Award for Worst Screen Combo |
| 1998 | Den tunna röda linjen             | Kapten Charles Bosche  | |
| 1998 | Out of Sight                      | Jack Foley             | Nominerad - MTV Movie Award for Best Kiss (med Jennifer Lopez) |
| 1998 | Waiting for Woody                 | Sig själv              | Kortfilm |
| 1999 | Three Kings                       | Major Archie Gates     | |
| 1999 | The Book That Wrote Itself        | Sig själv              | |
| 1999 | South Park: Bigger Longer & Uncut | Dr. Gouache (röstroll) | |
| 2000 | Den perfekta stormen              | Billy 'Skip' Tyne      | |
| 2000 | Fail Safe                         | Överste Jack Grady     | Live TV-produktion |
| 2000 | O Brother, Where Art Thou?        | Ulysses Everett McGill | Golden Globe Award för bästa manliga huvudroll - musikal eller komedi Nominerad - Empire Award for Best Actor Nominerad - MTV Movie Award for Best On-Screen Duo (med Tim Blake Nelson & John Turturro) Nominerad - Satellite Award for Best Actor – Motion Picture Musical or Comedy |
| 2001 | Ocean's Eleven                    | Danny Ocean            | Nominerad - MTV Movie Award for Best Dressed Nominerad - MTV Movie Award for Best On-Screen Duo (med resten av skådespelarna) |
| 2001 | Spy Kids                          | Devlin                 | |
| 2002 | Confessions of a Dangerous Mind   | CIA Officer Jim Byrd   | Även regissör |
| 2002 | Solaris                           | Chris Kelvin           | Nominerad - Saturn Award for Best Actor |
| 2002 | Welcome To Collinwood             | Jerzy                  | Även exekutiv producent |
| 2002 | Starbuck Holger Meins             | Sig själv              | Dokumentär |
| 2003 | Intolerable Cruelty               | Miles Massey           | |
| 2003 | Spy Kids 3-D: Game Over           | Devlin                 | |
| 2004 | Ocean's Twelve                    | Danny Ocean            | |
| 2005 | Good Night, and Good Luck         | Fred Friendly          | Även regissör och manusförfattare Nominerad - Oscar för bästa manliga huvudroll Nominerad - BAFTA Award for Best Actor in a Supporting Role Nominerad - Screen Actors Guild Award for Outstanding Performance by a Cast in a Motion Picture |
| 2005 | Syriana                           | Bob Barnes             | Även exekutiv producent Oscar för bästa manliga biroll Golden Globe Award for Best Supporting Actor - Motion Picture Nominerad - BAFTA Award for Best Actor in a Supporting Role Nominerad - Screen Actors Guild Award for Outstanding Performance by a Male Actor in a Supporting Role |
| 2006 | The Good German                   | Jake Geismar           | |
| 2007 | Michael Clayton                   | Michael Clayton        | Även exekutiv producent Nominerad - Oscar för bästa manliga huvudroll Nominerad - BAFTA Award for Best Actor in a Leading Role Nominerad - Golden Globe Award för bästa manliga huvudroll - drama Nominerad - Screen Actors Guild Award for Outstanding Performance by a Male Actor in a Leading Role |
| 2007 | Darfur Now                        | Sig själv              | Dokumentär |
| 2007 | Ocean's Thirteen                  | Danny Ocean            | People's Choice Award for Favorite On Screen Match-Up (med Brad Pitt) Teen Choice Award for Choice Movie: Chemistry |
| 2007 | Sand and Sorrow                   | Narrator               | Även exekutiv producent; Dokumentär |
| 2008 | I spel och kärlek...              | Jimmy 'Dodge' Connelly | Även regissör, producent och manusförfattare |
| 2008 | Burn After Reading                | Harry Pfarrer          | |
| 2009 | Den fantastiska räven             | Mr. Fox (röstroll)     | |
| 2009 | The Men Who Stare at Goats        | Lyn Cassady            | Även producent |
| 2009 | Up in the Air                     | Ryan Bingham           | Nominerad - Oscar för bästa manliga huvudroll Nominerad - BAFTA Award for Best Actor in a Leading Role Nominerad - Golden Globe Award för bästa manliga huvudroll - drama Nominerad - Satellite Awards for Best Actor – Musical or Comedy Nominerad - Screen Actors Guild Award for Outstanding Performance by a Male Actor in a Leading Role                                                                                       |
| 2010 | The American                      | Jack                   | Även producent Saturn Award for Best Actor |
| 2011 | Maktens män                       | Governor Mike Morris   | Även regissör, producent och manusförfattare Nominerad - BAFTA Award for Best Adapted Screenplay |
| 2011 | The Descendants                   | Matt King              | Golden Globe Award för bästa manliga huvudroll - drama Nominerad - Oscar för bästa manliga huvudroll Nominerad - BAFTA Award for Best Actor in a Leading Role Nominerad - Satellite Award for Best Actor – Motion Picture Drama Nominerad - Screen Actors Guild Award for Outstanding Performance by a Male Actor in a Leading Role Nominerad - Screen Actors Guild Award for Outstanding Performance by a Cast in a Motion Picture |
| 2013 | Gravity                           | Matt Kowalski          | Nominerad - Saturn Award for Best Supporting Actor |
| 2014 | The Monuments Men                 | Frank Stokes           | Även regissör, producent och manusförfattare |
| 2015 | Tomorrowland: A World Beyond      | Frank Walker           | |
| 2015 | A Very Murray Christmas           | Sig själv              | |
| 2016 | Hail, Caesar!                     | Baird Whitlock         | |
| 2016 | Money Monster                     | Lee Gates              | Nominerad - People's Choice Award for Favorite Dramatic Movie Actor |
| 2020 | The Midnight Sky                  | Augustine Lofthouse    | Även regissör och producent |
| 2022 | Ticket to Paradise                | David                  | Även producent |
| 2023 | The Flash                         | Bruce Wayne            | Cameo |
| TBA  | Wolves                            | Fixer                  | Även producent |

#### Som producent
| År   | Titel                            | Noter                                                                                    |
| ---- | -------------------------------- | ---------------------------------------------------------------------------------------- |
| 2001 | Rock Star                        | Exekutiv producent                                                                       |
| 2002 | Insomnia                         | Exekutiv producent                                                                       |
| 2002 | Welcome To Collinwood            | Exekutiv producent                                                                       |
| 2002 | Far from Heaven                  | Exekutiv producent                                                                       |
| 2004 | Criminal                         | Exekutiv producent                                                                       |
| 2005 | Syriana                          | Exekutiv producent                                                                       |
| 2005 | The Big Empty                    | Exekutiv producent                                                                       |
| 2005 | The Jacket                       |                                                                                          |
| 2005 | Ryktet går...                    | Exekutiv producent                                                                       |
| 2006 | A Scanner Darkly                 | Exekutiv producent                                                                       |
| 2006 | Pu-239                           | Exekutiv producent                                                                       |
| 2007 | Michael Clayton                  | Exekutiv producent                                                                       |
| 2007 | Sand and Sorrow                  | Exekutiv producent; dokumentär                                                           |
| 2007 | Wind Chill                       | Exekutiv producent                                                                       |
| 2008 | I spel och kärlek...             |                                                                                          |
| 2009 | The Men Who Stare At Goats       |                                                                                          |
| 2009 | The Informant!                   | Exekutiv producent                                                                       |
| 2009 | Playground                       | Exekutiv producent; dokumentär                                                           |
| 2010 | The American                     |                                                                                          |
| 2011 | Maktens män                      |                                                                                          |
| 2012 | Martin Scorsese Eats a Cookie    | Kortfilm                                                                                 |
| 2012 | Argo                             | Oscar för bästa film BAFTA Award for Best Film Golden Globe Award för bästa film - drama |
| 2013 | En familj – August: Osage County |                                                                                          |
| 2014 | The Monuments Men                |                                                                                          |
| 2015 | Our Brand Is Crisis              |                                                                                          |
| 2016 | Money Monster                    |                                                                                          |
| 2017 | Suburbicon                       |                                                                                          |
| 2018 | Ocean's Eight                    |                                                                                          |
| 2020 | The Art of Political Murder      |                                                                                          |
| 2022 | Ticket to Paradise               |                                                                                          |
| 2023 | The Boys in the Boat             |                                                                                          |

#### Som regissör
| År   | Titel                           | Noter |
| ---- | ------------------------------- | --- |
| 2002 | Confessions of a Dangerous Mind | |
| 2005 | Good Night, and Good Luck       | Nominerad - Oscar för bästa regi Nominerad - BAFTA Award for Best Direction Nominerad - Empire Award for Best Director Nominerad - Golden Globe Award for Best Director - Motion Picture |
| 2008 | I spel och kärlek...            | |
| 2011 | Maktens män                     | Nominerad - Golden Globe Award for Best Director |
| 2012 | Martin Scorsese Eats a Cookie   | Kortfilm |
| 2014 | The Monuments Men               | |
| 2017 | Suburbicon                      | |
| 2020 | The Midnight Sky                | |
| 2021 | The Tender Bar                  | |
| 2023 | The Boys in the Boat            | |

#### Som manusförfattare
| År   | Titel                         | Noter |
| ---- | ----------------------------- | --- |
| 2005 | Good Night, and Good Luck     | Manusförfattare Satellite Award for Best Original Screenplay Nominerad - Oscar för bästa originalmanus Nominerad - BAFTA Award for Best Original Screenplay Nominerad - Golden Globe Award for Best Screenplay |
| 2008 | I spel och kärlek...          | Manusförfattare |
| 2011 | Maktens män                   | Manusförfattare Nominerad - Oscar för bästa manus efter förlaga Nominerad - Golden Globe Award for Best Screenplay                                                                                             |
| 2012 | Martin Scorsese Eats a Cookie | Manusförfattare; kortfilm |
| 2014 | The Monuments Men             | Manusförfattare |
| 2017 | Suburbicon                    | Manusförfattare |

### TV
| År                    | Titel                | Roll                                        | Noter |
| --------------------- | -------------------- | ------------------------------------------- | --- |
| 1984–1985             | E/R                  | Mark 'Ace' Kolmar                           | |
| 1984                  | Riptide              | Lenny Colwell                               | Avsnitt: "Where the Girls Are" |
| 1985                  | Street Hawk          | Kevin Stark                                 | Avsnitt: "A Second Self" |
| 1985                  | Crazy like a Fox     |                                             | Avsnitt: "Suitable for Framing" |
| 1985–1987             | The Facts of Life    | George Burnett                              | Huvudroll (1985–1986) Återkommande roll (1986–1987) |
| 1987                  | Hunter               | Matthew Winfield                            | Avsnitt: "Double Exposure" |
| 1987                  | Mord och inga visor  | Kip Howard                                  | Avsnitt: "No Laughing Murder" |
| 1987                  | Pantertanter         | Det. Bobby Hopkins                          | Avsnitt: "To Catch A Neighbor" |
| 1988–1991             | Roseanne             | Booker Brooks                               | 11 avsnitt |
| 1992–1993             | Mord i centrum       | Ryan Walker                                 | 16 avsnitt |
| 1993–1994             | Systrar              | Det. James Falconer                         | 19 avsnitt |
| 1994–1999, 2000, 2009 | Cityakuten           | Dr. Doug Ross                               | 109 avsnitt Screen Actors Guild Award for Outstanding Performance by an Ensemble in a Drama Series (1995/1996/1997/1998) Nominerad – Golden Globe Award for Best Actor - Drama Series (1995/1996/1997) Nominerad – Primetime Emmy Award for Outstanding Lead Actor in a Drama Series (1995/1996) Nominerad – Screen Actors Guild Award for Outstanding Performance by a Male Actor in a Drama Series (1995/1996) Nominerad – Screen Actors Guild Award for Outstanding Performance by an Ensemble in a Drama Series (1994) |
| 1995                  | Vänner               | Dr. Michael Mitchell                        | Avsnitt: "The One With Two Parts: Part Two" |
| 1997                  | Full Tilt Boogie     | Sig själv                                   | Dokumentär |
| 1997                  | South Park           | Sparky the Dog (röstroll)                   | Avsnitt: "Big Gay Al's Big Gay Boat Ride" |
| 2000                  | Fail Safe            | Col. Jack Grady                             | Även exekutiv producent |
| 2010                  | Hope for Haiti Now   | Sig själv                                   | Som skapare, utvecklare, exekutiv producent och värd |
| 2014                  | Text Santa           | George Oceans Gravity, Marquis of Hollywood | Sketch |
| 2019                  | Catch-22             | Scheisskopf                                 | 3 avsnitt Även regissör och exekutiv producent |
| 2022                  | The Last Movie Stars | Paul Newman (röstroll)                      | 6 avsnitt |

#### Som producent
| År        | Titel                                | Noter                                                      |
| --------- | ------------------------------------ | ---------------------------------------------------------- |
| 1999      | Kilroy                               | Även manusförfattare                                       |
| 2000      | Fail Safe                            | Exekutiv producent                                         |
| 2003      | K Street                             | Exekutiv producent; 10 avsnitt                             |
| 2005      | Unscripted                           | Exekutiv producent (10 avsnitt); även regissör (5 avsnitt) |
| 2010      | Hope for Haiti Now                   | Exekutiv producent                                         |
| 2010–2011 | Memphis Beat                         | Exekutiv producent                                         |
| 2019      | On Becoming a God in Central Florida | Exekutiv producent                                         |
| 2020      | Trial by Media                       | Exekutiv producent                                         |

### Teater
| År   | Titel | Roll        | Noter |
| ---- | ----- | ----------- | ----- |
| 2012 | 8     | David Boies |       |